# Условные знаки (картография)

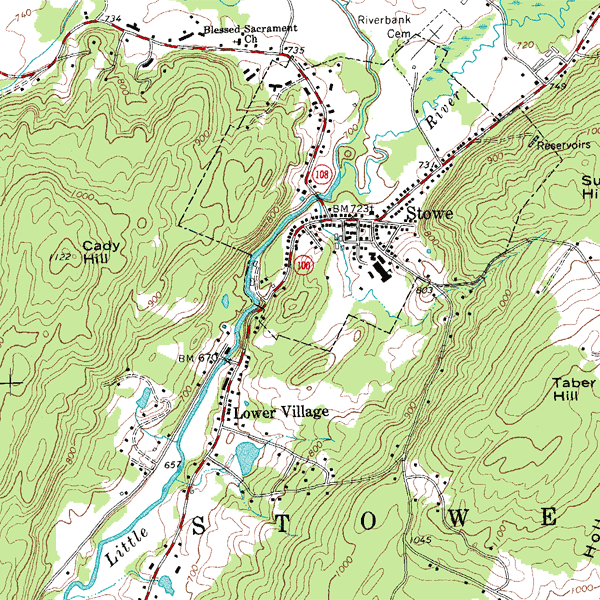
Фрагмент топографической карты, выполненной с использованием горизонталей (линий равных высот) и других условных знаков.

Картографи́ческие усло́вные зна́ки — система знаковых графических обозначений (знаков), применяемая для изображения на картах различных объектов и явлений, их качественных и количественных характеристик.
Перечень и расшифровка условных знаков, как правило, показаны в специальной таблице. Она называется «легенда карты». Иногда она расположена на самой карте, иногда вынесена отдельно. Есть еще такой вид карты как синоптический. На нем условными знаками обозначено состояние элементов погоды и явлений в пункте наблюдения.

## Масштабность условных знаков
Условные знаки могут быть классифицированы по масштабности (пространственной протяжённости объектов). Так, различают:
- масштабные условные знаки (площадные и линейные);
- внемасштабные условные знаки (точечные);
- пояснительные знаки.

### Площадные
Примерами таких объектов могут быть: территория государства на карте масштаба М 1:40000000 или земельный участок на плане М 1:500.

### Линейные
Линейными условными знаками на карте отображают значительные по одномерной пространственной протяжённости объекты, которые могут быть отображёны в заданном масштабе карты, при этом их ширина в данном масштабе не может быть отображена метрически верно.
Примерами таких объектов могут быть: реки или дороги на карте М 1:10000000.
Линейные условные знаки выглядят как линии различного графического начертания и цветов. При этом длина линии в масштабе соответствует протяжённости объекта на местности, а ширина линии является величиной условной, достаточной лишь для удобного рассмотрения невооружённым глазом.
При этом положению описываемого объекта на местности соответствует воображаемая или явная осевая линия условного знака.

### Точечные
Точечными условными знаками на карте отображают объекты, имеющие размеры на местности, не выражаемые в заданном масштабе карты.
Например, колодец на карте М 1:25000 или город на карте М 1:40000000.
Значки внемасштабных точечных условных знаков, являющиеся идеограммами, выглядят как достаточно сложные рисунки заданного размера. При этом положению описываемого объекта на местности соответствует положение на карте так называемой главной точки точечного условного знака. У симметричных рисунков это обычно середина основания.
Населённые пункты и другие объекты (месторождения и т. п.) могут обозначаться пунсонами — условными знаками в виде круга, квадрата и т. п. Размер и вид пунсона могут выбирать в зависимости от величины объекта (площади или численности населения города, размера запасов месторождения).

### Подписи
Подписи являются внемасштабными вспомогательными условными знаками, предназначенными для описания названий объектов местности, их характеристик и свойств самой карты.
Для выполнения подписей на картах используются специальные картографические гарнитуры шрифтов.

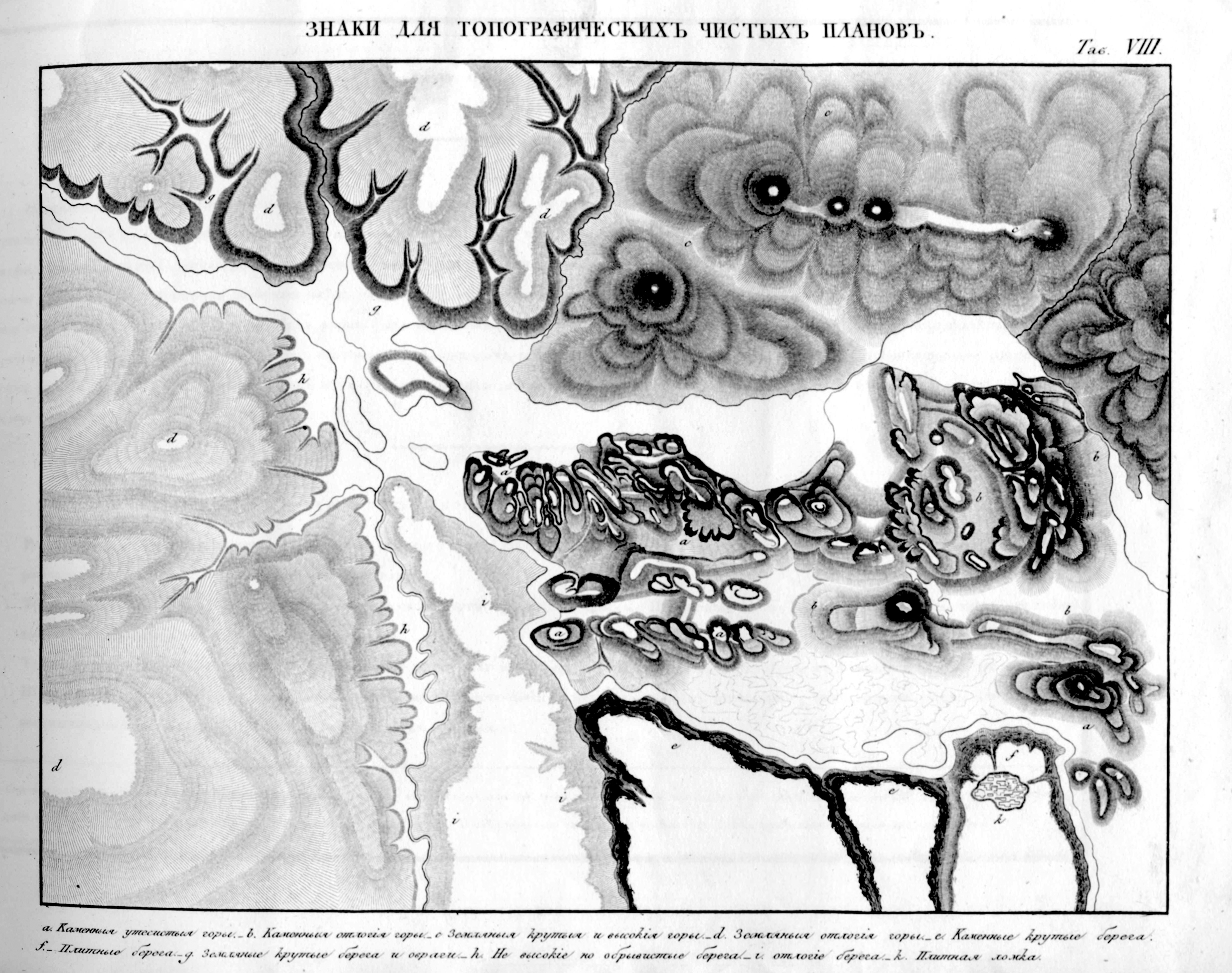
Условные знаки 1822 г. для отображения рельефа, разработанные при участии А. И. Хатова.

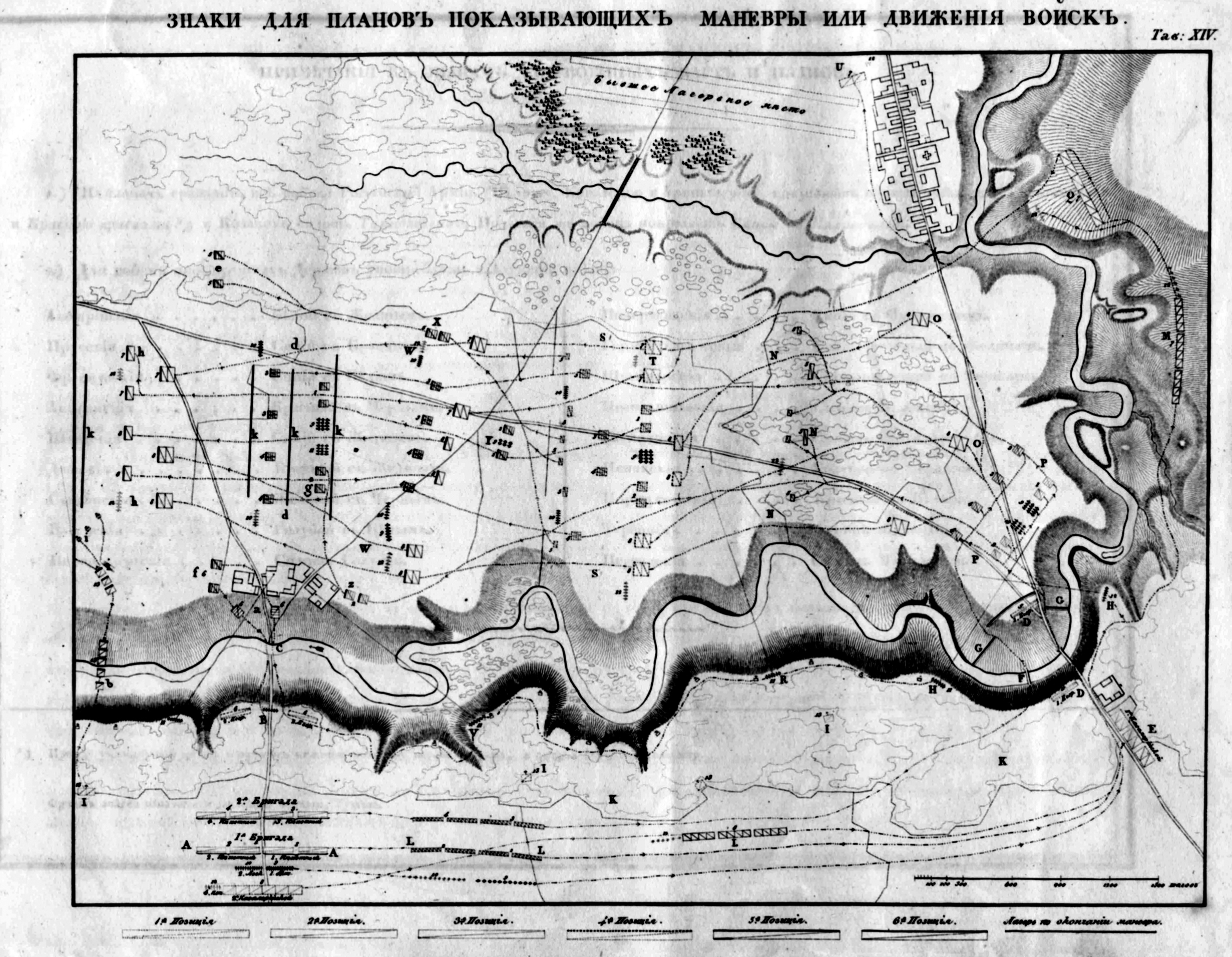
Условные знаки 1822 г. для планов, показывающих маневры или движения войск, разработанные при участии А. И. Хатова.

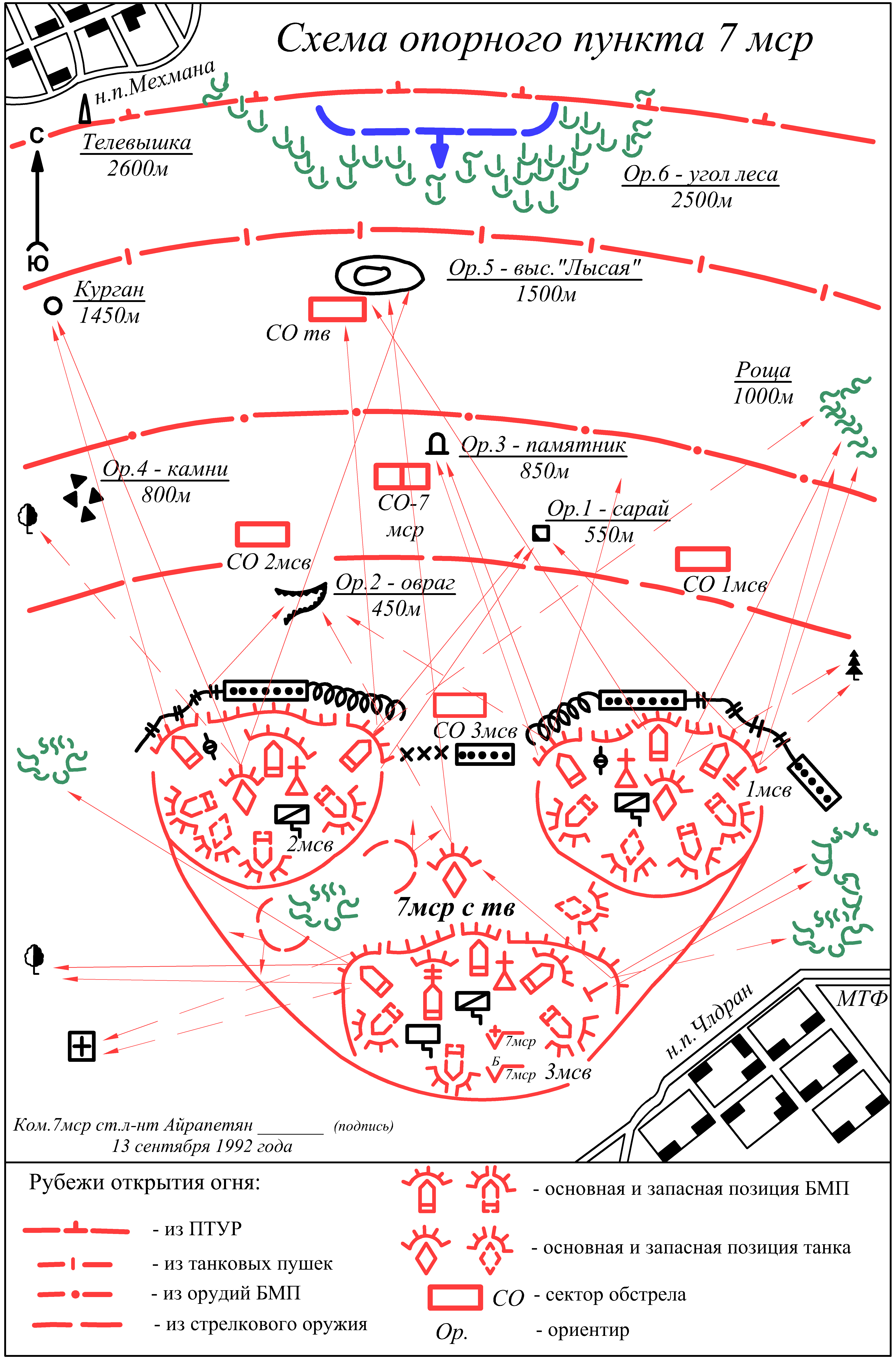
Схема ротного опорного пункта в обороне с использованием условных знаков на схеме.
Вариант приведён из Боевого устава Сухопутных войск ВС СССР 1990 года.

## Тематика условных знаков
Условные знаки можно разделить на знаки общего применения, используемые для отображения ситуации на местности безотносительно целей и задач карты, и специальные или тематические, используемые для отображения объектов или явлений в какой-то отдельной профессиональной области. К первым можно отнести топографические условные знаки. К тематическим относится очень большая группа знаков, фактически, отдельные виды знаков для каждой области человеческой деятельности: метеорологические, тактические, экономические, экологические, демографические и т. д.

### Метеорологические условные знаки
Метеорологические условные знаки — картографические условные знаки, обозначающие метеорологические элементы обстановки, характеризующие физическое состояние атмосферы и процессов, происходящих в ней. Например: тёплый воздушный фронт, антициклон, область пониженного давления, граница облачности и т. д.

### Условные знаки в военном деле

Условный знак используемый в NATO для обозначения дружественного отделения пехоты

Условные знаки в военном деле — условные знаки на рабочих картах командиров, применяемые для обозначения на картах и других графических документах дислокации войск, пунктов управления, тыловых органов, подразделений, учреждений, имеющих отношение к выполнению боевого приказа, и т. п. Например: командный пункт, проволочные заграждения, танк и пр.